# Yabutí jezici
Yabutí jezici, malena jezična porodica koja ulazi u sastav velike macro-ge porodice. Obuhvaća tek dva jezika, arikapú [ark] i jabutí [jbt] koji se govore na području zapadnobrazilske države Rondônia.

## Vanjske poveznice
- Ethnologue (14th)
- Ethnologue (15th)